# Jeanne d’Arc Yaméogo
Jeanne d’Arc Yaméogo, alias Monia, née le 31 janvier 1975 à Ouagadougou, actrice burkinabè de cinéma et de télévision. Elle est connue pour ses rôles dans Silmandé (Tourbillon), Traque à Ouaga et Dossier brûlant.

## Biographie
Fille de l’actrice Marie-Augustine Yaméogo, Jeanne d’Arc Yaméogo découvre très tôt les arts de la scène. Dès l’école primaire de Norghin A dans le quartier Dapoya, elle participe à des récitals et à des activités culturelles. Passionnée de récitals et de théâtre à l’école primaire de Norghin A dans le quartier Dapoya de Ouagadougou, elle participe en 1987 à un camp vacances culturel à Moscou pour représenter son établissement. Elle débute avec la troupe Le Bourgeon du Burkina.  
Elle tient un commerce de prêt-à-porter pour enfants et un maquis (La Jade à Zogona). 

## Carrière
A 21 ans, elle fait ses débuts en tant qu’actrice principal dans  Le Secret, un film de Raymond Tiendrebeogo. En 1998, elle joue dans Silmandé de Saint-Pierre Yaméogo, puis en 1999 dans Le Guerrier d’Idrissa Ouédraogo. En 2002, elle est connue du grand public grâce à son rôle dans la série télévisée Monia et Rama réalisée par Apolline Traoré.
À partir de 2004, elle devient une actrice régulière de la société Les Films du Dromadaire, apparaissant dans de nombreux longs métrages de Boubakar Diallo. En parallèle, elle a exercé comme animatrice radio, maquilleuse de plateau et régisseuse. 

## Filmographie

### Long métrage
- 1997 : Le Secret de Raymond Tiendrébéogo
- 1998 : Silmandé (Tourbillon) de Saint-Pierre Yaméogo[4]
- 2004 : Traque à Ouaga de Boubakar Diallo
- 2004 : Sofia de Boubakar Diallo
- 2005 : Dossier brûlant de Boubakar Diallo
- 2005 : Code Phénix de Boubakar Diallo
- 2006 : L’Or des Younga de Boubakar Diallo
- 2007 : Mogo-Puissant de Boubakar Diallo
- 2008 : Sam le caïd de Boubakar Diallo
- 2008 : Cœur de Lion de Boubakar Diallo
- 2009 : Cœur de Lion (suite) de Boubakar Diallo
- 2011 : Julie et Roméo de Boubakar Diallo
- 2011 : Somzita (L’Ingrat)
- 2012 : Congé de mariage

### Télévision et court métrage
- 1998 : Le Guerrier d’Idrissa Ouédraogo[5] 2002 : Monia et Rama (20 épisodes)
- 2006 : Série noire à Koulbi de Boubakar Diallo
- 2013 : La Sacoche (série télévisée, 30 épisodes)